# Херберт (Саскачеван)
Херберт (енгл. Herbert) је насељено место са административним статусом варошице у југозападном делу канадске провинције Саскачеван. Налази се на месту где се регионални друмови 612 и 645 спајају са деоницом трансканадског аутопута, на 45 км североисточно од града Свифт Карента, односно око 30 км јужније од језера Дифенбејкер. Око 15 км источније налази се варошица Морс.

## Историја
Интензивније насељавање овог подручја почело је почетком 20. века, а најбројнији су били немачки Менонити. Насеље је службено основано 1904. (са статусом села), а име је добило по Мајклу Хенрију Херберту, бившем британском амбасадору у САД који је преминуо у септембру 1903. од туберкулозе. 
Захваљујући повољном положају број становника у новооснованом насељу је брзо растао, и већ 1911. достигао бројку од 559 житеља. У периоду између 50-их и 80-их година 20. века популација је износила око 1.000 житеља.
Некадашња главна железничка станица саграђена 1908. године данас служи као градски музеј. 

## Демографија
Према резултатима пописа становништва из 2011. у варошици је живело 759 становника у укупно 323 домаћинства, што је за 2,3% више у односу на 742 житеља колико је регистровано  приликом пописа 2006. године.
| 2006. | 2011. |
| ----- | ----- |
| 742   | 759   |